# مزرعه پرسه‌ای
مزرعه پرسه‌ای، روستایی از توابع بخش مرکزی شهرستان قزوین در استان قزوین و در ایران است.

## جمعیت
این روستا در دهستان اقبال غربی قرار دارد و بر اساس سرشماری مرکز آمار ایران در سال ۱۳۸۵، جمعیت آن ۱۱ نفر (۴خانوار) بوده‌است.